# フリードリッヒ・ヒルツェブルフ
フリードリッヒ・エルンスト・ペーター・ヒルツェブルフ（Friedrich Ernst Peter Hirzebruch、1927年10月17日 - 2012年5月27日）は、ドイツの数学者である。専門はトポロジー、複素多様体、代数幾何学であり、その世代の主要な人物である。ヒルツェブルフは「戦後のドイツで最も重要な数学者」と言われている。

## 経歴
ヒルツェブルフは1927年にヴェストファーレン州ハムに生まれた。1945年3月に第二次世界大戦に徴兵され、捕虜となったが、同年5月にナチス・ドイツが降伏すると、同年から1950年までミュンスター大学で、その後1年チューリッヒ工科大学大学院のハインリヒ・ベーンケの指導下で数学のPh.D.を取得した。
ヒルツェブルフはエアランゲンで職に就き、1952年から1954年までプリンストン高等研究所に勤めた。1955年から1956年までプリンストン大学に勤めた後、ボン大学で教授になった。ボン大学在職のまま、1981年にマックス・プランク数学研究所の責任者になった。2007年にボンで開かれた彼の80歳の誕生日の会には300人以上が集まった。
複素多様体のためのヒルツェブルフ・リーマン・ロッホの定理（1954年）は大きな前進であり、速やかに古典的なリーマン・ロッホの定理にかわる主流の展開の一部になった。また、それはアティヤ＝シンガーの指数定理の前駆でもあった。複素代数幾何学において、ヒルツェブルフの著書『Neue topologische Methoden in der algebraischen Geometrie』（1956年）は、層理論の「新しい手法」のための基本書となった。ヒルツェブルフは、マイケル・アティヤと位相的K理論に関する基礎的な論文を書き、特性類理論に関してアルマン・ボレルと協力した。晩年の仕事として、ドン・ザギエと共同でヒルベルトモジュラー曲面の詳細な理論を提供した。
1945年3月にヒルツェブルフは兵士になり、同年4月、ヒトラーの統治の最後の週に西からドイツに侵攻したイギリス軍によって捕虜になった。イギリス兵は、ヒルツェブルフが数学を勉強しているとわかると、彼を家まで送って解放し、数学の勉強を続けるように言った
ヒルツェブルフは2012年5月27日に84歳で亡くなった。

## 栄誉と受賞
- 1988年 - ウルフ賞数学部門
- 1989年 - ロバチェフスキー賞[16]。
- 1996年 - ロモノーソフ金メダル
- 1997年 - コテニウス・メダル
- 1999年 - アルベルト・アインシュタイン・メダル
- 2002年 - ヘルムホルツ・メダル
- 2004年 - カントール・メダル

上記のほか、ヒルツェブルフは多くの賞と栄誉を受け、多くの学会や協会の外国人会員であった。その中には米国科学アカデミー、ロシア科学アカデミー、王立協会、フランス科学アカデミーを含む。1980年–1981年に、彼はイスラエルで初のサックラー・レクチャーを行った。日本政府は1996年、彼に勲二等瑞宝章を贈った。